# 奥村政稔
奥村 政稔（おくむら まさと、1992年8月14日 - ）は、大分県中津市出身の元プロ野球選手（投手）・コーチ。右投右打。現在は福岡ソフトバンクホークスで三軍ファーム投手コーチを務める。

## 経歴

### プロ入り前
中津市立鶴居小学校3年生のころに「鶴居少年野球クラブ」において軟式野球を始め、中津市立緑ケ丘中学校では同校の軟式野球部に所属。
高校は大分県立中津商業高校に進学。甲子園出場の経験はなく、2年生の秋季大分大会、対由布高校戦では、8回コールドゲームの参考ながら18奪三振でノーヒットノーランを記録する。学校統合による生徒募集停止により、中津商業としても最後の夏となった3年生の夏は、野球部員はわずか10人でエースを務め、初戦の対三重総合高校で敗退したが最速147km/hを記録する。
高1のころからソフトバンクの当時の九州担当スカウトの福山龍太郎が注目していたが、福岡県北九州市の九州国際大学に進学。
大学入学前の3月にはソフトバンクホークス三軍との交流試合で同大の選手として先発登板し、5回をパーフェクトに抑える。
1年からメンバー入りして、2年生では秋に九州六大学野球連盟リーグ最多（タイ）の5勝をマークするが2年で中退し、2013年に社会人野球の三菱重工長崎に入団。1年目から公式戦に起用され、2015年にはJABA岡山大会において自己最速の154km/hを記録する。2016年シーズン終了後、チームが横浜市の三菱日立パワーシステムズと統合され、2017年シーズンより三菱日立パワーシステムズ所属となる。2017年の第88回都市対抗野球大会では、1回戦の対日本生命戦でリリーフ登板し全国大会初勝利。準々決勝、対JR西日本戦で先発し、5回3失点でベスト4に進出する。この年はチーム最多の公式戦13試合に登板し、うち11試合に先発、防御率2.68。ドラフト指名には至らなかった。今年のドラフト指名がなければ引退する覚悟で臨んだ2018年は、JABA九州大会でチームは優勝し、最高殊勲選手賞を受賞する。
2018年10月25日に行われたプロ野球ドラフト会議で、ソフトバンクからドラフト7位指名を受け、契約金3000万円、年俸1000万円（金額は推定）で入団した。背番号は61。

### プロ入り後
2019年は、オープン戦でリリーフとして7試合に登板し、8回を投げ防御率1.13で、開幕一軍メンバーに登録された。3月29日の福岡ヤフオク！ドームでの埼玉西武ライオンズとのシーズン開幕戦の8回表一死からプロ初登板し、2/3回を無失点に抑え、プロ初のホールドを記録した。以降8試合に登板していたが、4月20日に右肘痛の為に離脱を余儀なくされる。右肘靭帯の損傷をPRP療法でのリハビリに徹し、8月17日の対埼玉西武戦で復帰登板を果たした。最終的に中継ぎとして12試合に登板し、0勝1敗3ホールド、防御率8.76の成績を残した。シーズンオフの11月22日、現状維持の年俸1,000万円（金額は推定）で契約更改した。
2020年は、春季キャンプにおいて右肘の肉離れを発症し開幕一軍は逃したものの、8月8日に一軍に昇格し、8月12日（対オリックス・バファローズ・福岡PayPayドーム）では、9回、6-0とリードしている場面でシーズン初登板を果たし、1回を無失点に抑えた。以後5試合のリリーフ登板で防御率2.08の成績を残す。シーズンオフの12月4日、現状維持の年俸1,000万円（金額は推定）で契約更改した。
2021年は、二軍では36試合で4勝2敗、防御率2.31の成績を残すも、一軍登板はなくシーズンを終えた。
2022年は、開幕から二軍で15試合に登板、6勝3敗防御率3.14の成績を残す。8月29日に一軍昇格を果たすと、同日の『鷹の祭典』対千葉ロッテマリーンズ戦（京セラドーム大阪）で、当初先発予定だったが疲労蓄積のため登板回避した和田毅の代わりとしてプロ入り初先発。初回に髙部瑛斗にソロ本塁打を許したが、1回裏に味方が2点を取り逆転、その後はピンチは迎えながらも5回74球被安打4四球1で 1失点に抑え、勝ち投手の権利を持った状態で降板、しかし後続の投手が逆転を許し一軍初勝利はならなかった。その後9月に入り、敗戦試合の終盤で2試合登板し、いずれも無安打に抑えると、9月13日対西武戦（福岡PayPayドーム）で本拠地初先発、山川穂高に内野安打を許したが被安打はその1本のみで、3回48球無四球無失点に抑えた。その3日後、9月16日の対東北楽天ゴールデンイーグルス戦（楽天生命パーク宮城）でも予告先発となっていたが、前日に肘を負傷し登板を回避、17日付で登録抹消、同30日に佐賀市内の病院で鏡視下右肘関節形成術を受けた。競技復帰まで4カ月ほどと発表されたため、来季構想から外れ、球団側は育成選手として再契約を結ぶ方針であることが報道された。その後、11月13日に育成選手として再契約した。背番号は126。
2023年は、怪我から復帰したが支配下登録されることはなく、10月5日に球団から戦力外通告を受けた。その後、10月31日に現役引退が報じられた。

### 現役引退後
現役引退の報道と同時に、球団からファーム部門のコーチ就任を打診されていることが報じられ、11月22日にファーム部門の投手コーチ補佐への就任が正式に決定し、12月1日には役職名が四軍ファーム投手コーチ補佐と発表され、背番号も021と発表された。2024年は四軍を中心に指導にあたり、二軍、三軍を含めたファーム全体を巡回して若手育成にあたる。2025年からは三軍ファーム投手コーチに配置転換され、背番号も86に変更された。

## 選手としての特徴
- 最速154km/hのストレートで力で押すピッチングを信条としている右腕[2]。
- 変化球は、カーブ、スライダー、フォークボール、シュートなど多彩な球種を操る[24]。

## 人物
- 既婚で社会人時代に長男が誕生している[1]。
- 2018年に千葉ロッテマリーンズに入団した永野将司は九州国際大学の同級生で、永野は奥村から投手としての基本を学んだ[25]。

## 詳細情報

### 年度別投手成績
| 年 度     | 球 団        | 登 板 | 先 発 | 完 投 | 完 封 | 無 四 球 | 勝 利 | 敗 戦 | セ 丨 ブ | ホ 丨 ル ド | 勝 率 | 打 者 | 投 球 回 | 被 安 打 | 被 本 塁 打 | 与 四 球 | 敬 遠 | 与 死 球 | 奪 三 振 | 暴 投 | ボ 丨 ク | 失 点 | 自 責 点 | 防 御 率 | W H I P |
| --------- | ------------ | ----- | ----- | ----- | ----- | -------- | ----- | ----- | -------- | ----------- | ----- | ----- | -------- | -------- | ----------- | -------- | ----- | -------- | -------- | ----- | -------- | ----- | -------- | -------- | ------- |
| 2019      | ソフトバンク | 12    | 0     | 0     | 0     | 0        | 0     | 1     | 0        | 3           | .000  | 58    | 12.1     | 13       | 3           | 7        | 1     | 3        | 10       | 2     | 0        | 12    | 12       | 8.76     | 1.62    |
| 2020      | ソフトバンク | 5     | 0     | 0     | 0     | 0        | 0     | 0     | 0        | 0           | ----  | 20    | 4.1      | 3        | 0           | 3        | 0     | 2        | 7        | 0     | 1        | 1     | 1        | 2.08     | 1.39    |
| 2022      | ソフトバンク | 4     | 2     | 0     | 0     | 0        | 0     | 0     | 0        | 0           | ----  | 34    | 10.0     | 5        | 1           | 1        | 0     | 0        | 7        | 2     | 0        | 1     | 1        | 0.90     | 0.60    |
| 通算：3年 | 通算：3年    | 21    | 2     | 0     | 0     | 0        | 0     | 1     | 0        | 3           | .000  | 112   | 26.2     | 21       | 4           | 11       | 1     | 5        | 24       | 4     | 1        | 14    | 14       | 4.73     | 1.20    |

- 各年度の太字はリーグ最多

### 年度別守備成績
| 年 度 | 球 団        | 投手  | 投手  | 投手  | 投手  | 投手  | 投手     |
| 年 度 | 球 団        | 試 合 | 刺 殺 | 補 殺 | 失 策 | 併 殺 | 守 備 率 |
| ----- | ------------ | ----- | ----- | ----- | ----- | ----- | -------- |
| 2019  | ソフトバンク | 12    | 1     | 1     | 0     | 0     | 1.000    |
| 2020  | ソフトバンク | 5     | 0     | 0     | 0     | 0     | ----     |
| 2022  | ソフトバンク | 4     | 0     | 1     | 0     | 0     | 1.000    |
| 通算  | 通算         | 21    | 1     | 2     | 0     | 0     | 1.000    |

### 記録
初記録
- 初登板・初ホールド：2019年3月29日、対埼玉西武ライオンズ1回戦（福岡 ヤフオク!ドーム）、8回表に4番手で救援登板、2/3回無失点
- 初奪三振：2019年3月30日、対埼玉西武ライオンズ2回戦（福岡 ヤフオク!ドーム）、8回表に森友哉から空振り三振
- 初先発登板：2022年8月29日、対千葉ロッテマリーンズ18回戦（京セラドーム大阪）、5回1失点で勝敗つかず

### 背番号
- 61（2019年 - 2022年）
- 126（2023年）
- 021（2024年）
- 86（2025年 - ）

### 登場曲
- 「田園」玉置浩二（2019年 - ）[26]